# Monumento a Julián Gayarre (Pamplona)
El monumento a Julián Gayarre es un conjunto escultórico monumental situado en el parque de la Taconera de Pamplona (Navarra), levantado en homenaje al tenor navarro Julián Gayarre y realizado por Fructuoso Orduna (escultura) y Víctor Eusa (monumento). 

## Historia
El promotor de este monumento fue la Diputación Foral de Navarra que encargó a Fructuoso Orduna su ejecución en 1947. Tras tres años de trabajos, fue inaugurado el 5 de julio de 1950 acompañado, durante los días previos, de un ciclo de ópera en el Teatro Gayarre. Se contó con la presencia de los alcaldes de Roncal y Aézcoa, además del alcalde de Pamplona, Miguel Gortari, y el vicepresidente de la Diputación Foral, José María Arellano. El acto musical fue cerrado por el Orfeón Pamplonés y la Orquesta Santa Cecilia dirigidos por Luis Morondo.

## Descripción
Se levanta sobre un fuerte pedestal cilíndrico con una fuente en la base. En los relieves del cuerpo central se trazan escenas del artista compuestas por cartoce figuras esculpidas. Coronando el conjunto se presenta al tenor retratado de cuerpo entero durante su interpretación de la ópera "Los pescadores de perlas" del compositor Georges Bizet que representó en el Teatro Real de Madrid el 8 de diciembre de 1889. Fue una actuación especial donde el roncalés sintió cómo se le quebraba la voz y no pudo finalizar su actuación. Respecto al conjunto, Eusa parece que quiso trasladar a Pamplona el espíritu de la Linterna de Lisícrates, levantada en Atenas en el siglo IV a. C.
La parte escultórica fue realizado por el escultor Fructuoso Orduna, roncalés como Julián Gayarre, con mármol blanco y piedra, en 1950. El arquitecto que realizó el resto de monumento fue Víctor Eusa para lo que utilizó piedra de Almozqui. Tiene una altura de 12 m y presenta un diámetro de 10 m. 
Representa al tenor como «pescador de perlas» y representa en los relieves «catorce figuras, alusivas a la gloria del tenor y al pesar por su muerte, más los escudos de Navarra y Roncal».

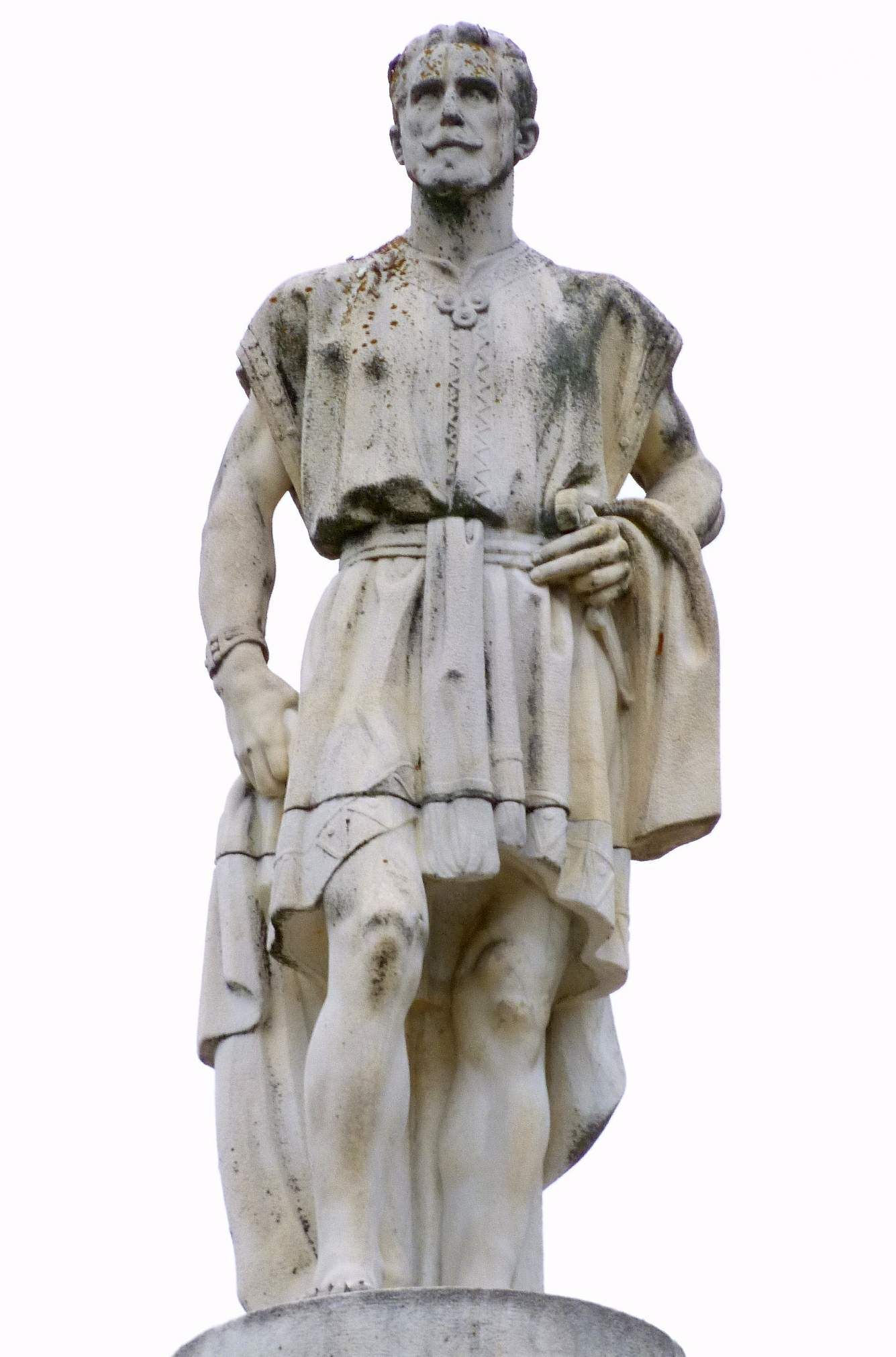
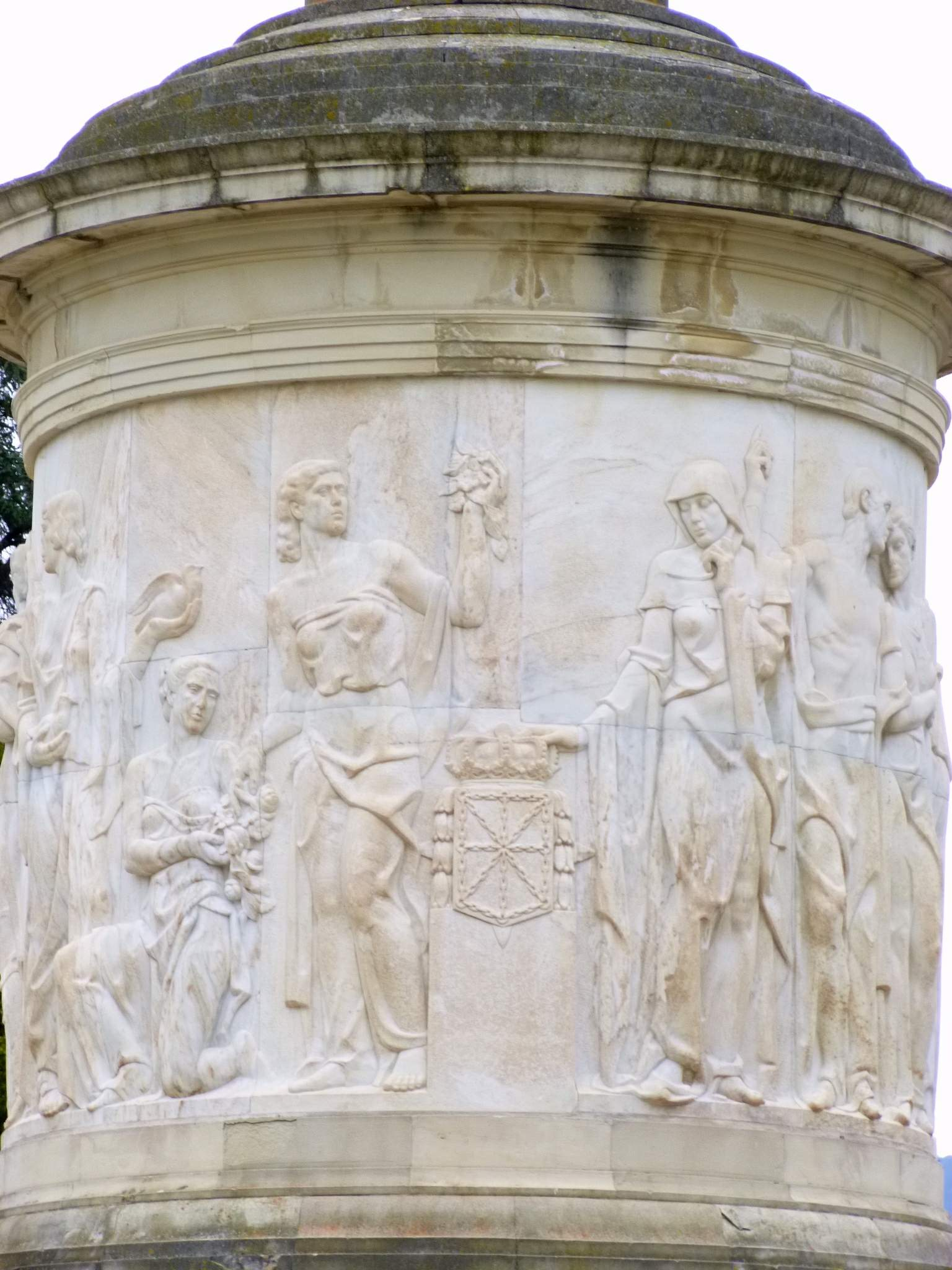
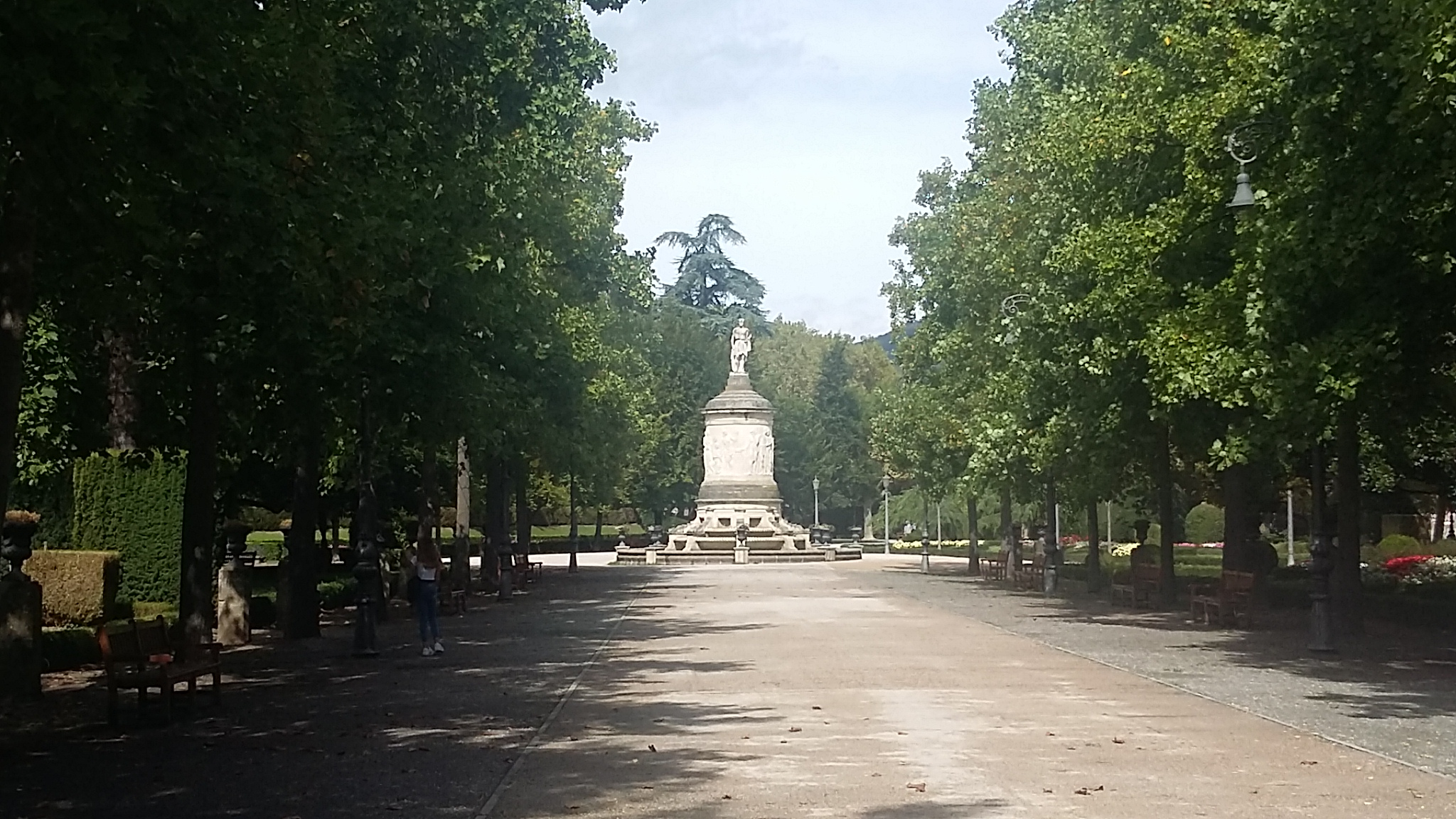